# ليونيل ألدريدغ
ليونيل ألدريدغ (بالإنجليزية: Lionel Aldridge)‏ هو لاعب كرة قدم أمريكية أمريكي، ولد في 14 فبراير 1941 في إفرغرين في الولايات المتحدة، وتوفي في 12 فبراير 1998 في شوروود في الولايات المتحدة.

## وصلات خارجية
- ليونيل ألدريدغ على موقع مرجع كرة القدم المحترفة.كوم (الإنجليزية)